# Schweizer (Einheit)
Schweizer, auch in älterer Schreibweise Schweitzer, war ein österreichisches Volumenmaß, dass bei der Filzherstellung von steuerrechtlicher Bedeutung war. Mit diesem Maß wurde nach dem Spezial-Maut-Tarif vom 31. März 1701 das sogenannte ausgebrannte Geläger gemessen und verzollt. 
- 1 Schweizer = 8 Eimer

Bis zum Aufkommen des Seidenhutes oblag den Hutmachern die gesamte Filzherstellung mit dem Warenspektrum Mäntel und Jacken, Schuhe und Stiefel, Hüte, Decken, Tücher und technische Filze. Bei der Filzherstellung, es waren in Österreich etwa 4.000 Hutmacher beschäftigt, sollten mit Weinsäure/Weinstein aus dem Geläger bestimmte Stoffe, wie Quecksilber und -verbindungen und Seifen (Nasswalken) aus dem Filz entfernt werden.
Die Trocknung des Gelägers kann entweder durch Abpressen oder Destillation erfolgen. Ein Hektoliter Wein ergibt drei bis fünf Kilogramm breiiges Geläger. Daraus lässt sich eine Trockenmasse von 350 bis 500 Gramm herstellen.